# 長坂 (川崎市)
長坂（ながさか）は川崎市宮前区宮崎に存在する坂。
大山街道の一部であり、東京・横浜バイパスの開通までは国道246号線の経路であったが、同バイパスの開通により国道指定を外され、現在は川崎市道の一部である。

## 概要
国道246号梶ヶ谷交差点（笹の原交差点）から馬絹交差点までの旧道上に位置する坂。
長坂には旧長坂と新長坂の二つがあり、現在長坂として通行されているものは新長坂にあたる。
旧長坂は、現在の虎ノ門病院分院付近と宮崎中学校の間付近から、現246号にいったん合流し、すぐに分岐して川崎馬絹郵便局付近に至る坂である。
この道は、大山街道として機能していたが、太平洋戦争中にこの坂を含む地域が軍用地として徴収されてしまい、通行不能となった。そこで、新たに開設された道が現在の長坂、新長坂である。
長坂は、長坂下交差点、東急バス長坂停留所などにその名を見ることが出来る。
座標: 北緯35度35分18秒 東経139度35分40秒 / 北緯35.58833度 東経139.59444度